# Jewelry District
Il Jewelry District è una sezione della Downtown di Los Angeles conosciuta per la vendita di prodotti di Gioielleria.
Secondo il Los Angeles Convention Center ed il Visitor's Bureau il Jewelry District è il più grande distretto negli Stati Uniti dedicato alla gioeielleria con vendite annuali appena sotto i 3 miliardi di Dollari. Sono presenti circa 5000 imprese con negozi sulla Hill Street, sulla Olive Street e sulla Broadway tra la quinta e la ottava strada. Gli acquirenti possono trovare gioielli di design, pietre preziose oltre ad oggetti d'oro e d'argento.
Il quartiere è servito dal trasporto pubblico dalla Linea Rossa della metropolitana di Los Angeles